# Nombre leptonique
Le nombre leptonique est, en physique des particules, un nombre quantique invariant (tout comme le nombre baryonique) attribué aux particules et faisant l'objet d'une conservation lors d'une réaction nucléaire.
Le nombre leptonique {\displaystyle L} d'un système est défini comme la différence entre les nombres de leptons et d'antileptons qu'il contient, :
{\displaystyle L=N_{\mathrm {\ell } }-N_{\mathrm {\bar {\ell }} }}.
Le nombre leptonique est aussi défini comme la somme de trois nombres quantiques — le nombre électronique, le nombre muonique et le nombre tauique — dits nombres leptoniques partiels :
{\displaystyle L=L_{\mathrm {e} }+L_{\mathrm {\mu } }+L_{\mathrm {\tau } }}.

## Valeur
Le nombre leptonique vaut +1 pour un lepton, -1 pour un antilepton et 0 pour toute autre particule. Il s'agit donc d'une quantité qui s'inverse lors de passage de la matière à l'antimatière.
| Nombre leptonique | +1                                 | 0                                     | −1                                            |
| ----------------- | ---------------------------------- | ------------------------------------- | --------------------------------------------- |
| Particules        | Électron, muon, tauon et neutrinos | Quarks, baryons, mésons, bosons, etc. | Positon, antimuon, antitauon et antineutrinos |

## Conservation
Dans chaque réaction nucléaire, il y a conservation du nombre leptonique. Par exemple, le muon (nombre leptonique 1) se désintègre en :
- neutrino muonique (nombre leptonique 1) ;
- électron (nombre leptonique 1) ;
- antineutrino électronique (nombre leptonique -1).

{\displaystyle \mu ^{-}\to \nu _{\mu }+e^{-}+{\bar {\nu }}_{e}}
Soit {\displaystyle 1+1-1=1} : il y a donc conservation du nombre leptonique.

## Perspectives de violation
Dans certaines théories candidates à la grande unification, il y a une non-conservation des nombres baryoniques et leptoniques.
Un signe de cette non-conservation serait la désintégration du proton. Pour le moment, cette désintégration n'a jamais été observée. Aussi, on attribue au proton une demi-vie supérieure à 1030 années (de l'ordre de cent milliards de milliards de fois l'âge de l'Univers). Ce qui signifie que cette désintégration peut parfaitement être un phénomène possible, tout en étant trop rare pour avoir été observée.
Il existe cependant un phénomène violant les conservations, il s'agit de l'oscillation des neutrinos. Prédite par Bruno Pontecorvo, l'oscillation des neutrinos s'observe lorsqu'un neutrino est observé une première fois avec une certaine saveur (électron, tau, muon), puis à nouveau plus tard avec une saveur différente.